# Alpenzoo
L'Alpenzoo (in italiano zoo delle Alpi), noto anche come Alpenzoo Innsbruck, è un giardino zoologico della città di Innsbruck, capoluogo del Tirolo Settentrionale e dello stato federato austriaco del Tirolo. Si tratta dell'area protetta a tema di maggior altitudine in Austria.

## Storia

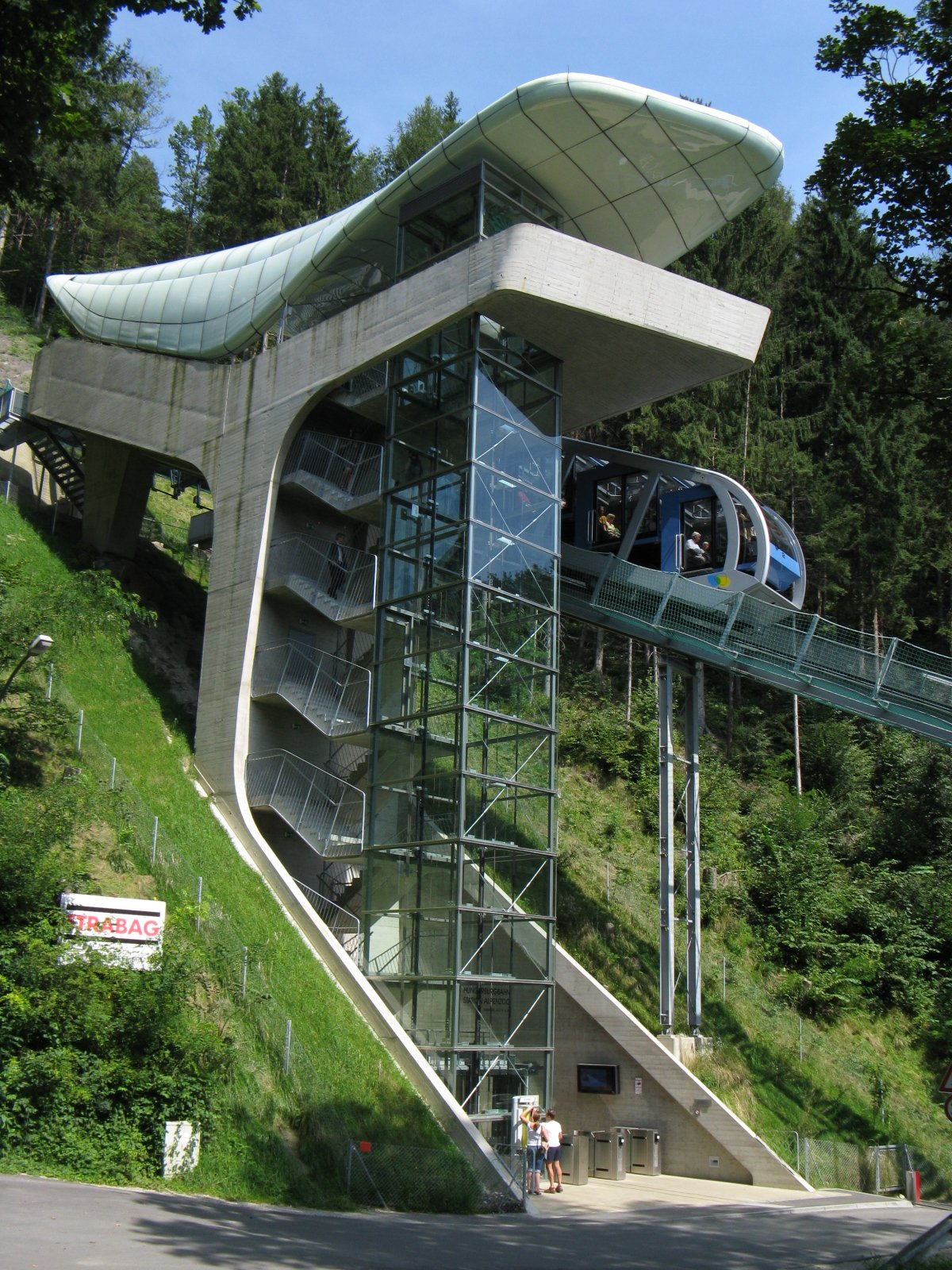
Stazione della funicolare che serve l'Alpenzoo

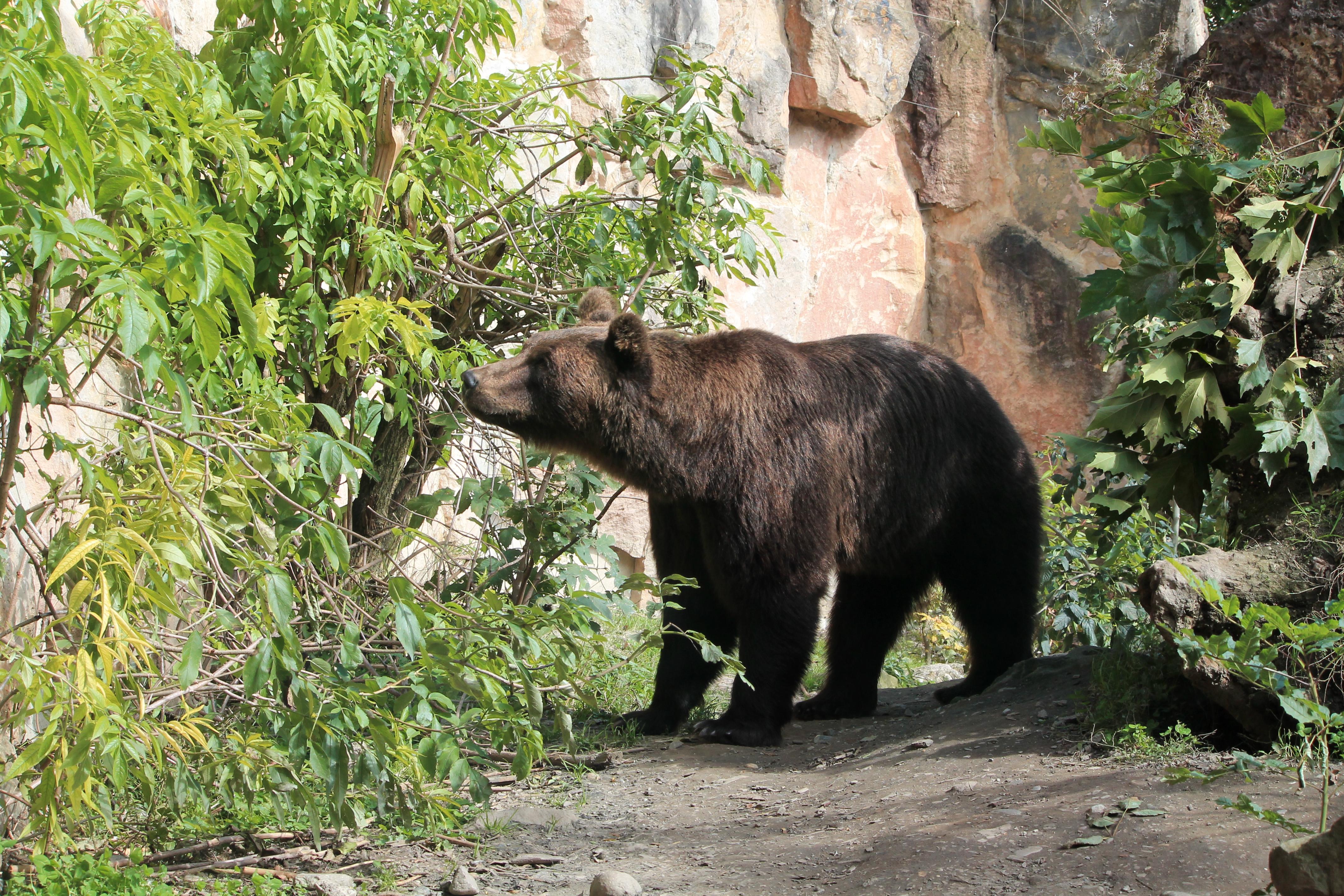
Orso bruno

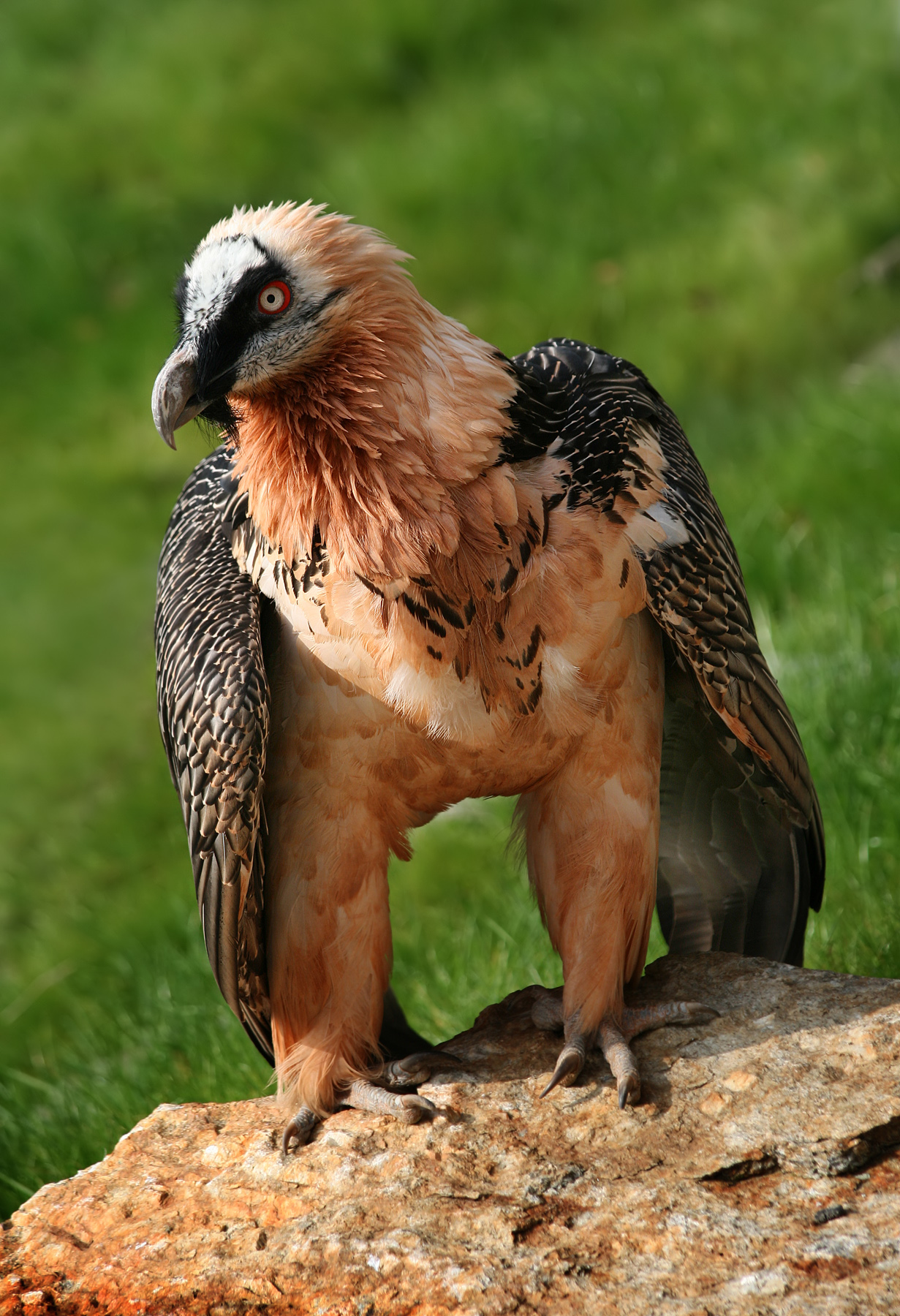
Gipeto

Fondato da Hans Psenner, lo zoo fu aperto il 22 settembre del 1962 attirando da subito oltre 30.000 visitatori all'anno. Si è conquistata la notorietà grazie a progetti di reinsediamento di specie animali a rischio di estinzione.

## Descrizione
Lo zoo alpino di Innsbruck gode di fama internazionale e si trova ai piedi della catena montuosa Nordkette che sovrasta la città. Con i suoi 727 m sul livello del mare rappresenta uno degli zoo più alti d'Europa. Ospita più di 2.000 animali suddivisi tra 150 specie diverse su un'area di 4,1 ettari. Rimane aperto tutto l'anno anche se alcuni animali durante la stagione fredda vanno in letargo quindi non si possono osservare.

### Animali presenti
A partire dalla primavera, periodo nel quale iniziano ad arrivare in maggioranza i visitatori, sono visibili topi pigmei, tartarughe d'acqua dolce, lontre marine, orsi bruni, camosci, galli cedroni, caprioli, linci, gufi, stambecchi, castori, lupi  e molti altri animali alpini.

## Nella cultura di massa
Al Trento Film Festival del 1981 è stato presentato il documentario sulla vita degli animali nello zoo alpino di Innsbruck con la regia di Theo Hormann.